# Élections générales ontariennes de 1987
Les élections générales ontariennes de 1987 ont lieu le 10 septembre 1987 afin d'élire les députés à l'Assemblée législative de la province de l'Ontario (Canada). Le Parti libéral de l'Ontario, au pouvoir et dirigé par le premier ministre David Peterson, est reporté au pouvoir avec une majorité parlementaire importante.

## Contexte
Peterson avait réussi à gouverner avec un gouvernement minoritaire à l'Assemblée législative en obtenant la coopération du Nouveau Parti démocratique de l'Ontario, dirigé par Bob Rae. C'est grâce à l'appui des néo-démocrates que Peterson est capable de former un gouvernement malgré le fait que le Parti progressiste-conservateur de l'Ontario avait remporté un nombre de sièges légèrement plus élevé lors de l'élection générale précédente.
Le Parti progressiste-conservateur, dirigé par Larry Grossman, fait campagne avec une plateforme de réductions d'impôts pour stimuler l'économie. Toutefois, ses appuis continuent à diminuer ; les électeurs apprécient le changement apporté par l'entente entre les libéraux et les néo-démocrates, et Grossman est même défait dans sa propre circonscription.
Le Nouveau Parti démocratique, de son côté, ne parvient pas à convaincre les électeurs qu'il est responsable du succès du gouvernement libéral qu'il avait appuyé ; malgré une légère hausse dans leur part du vote populaire, les néo-démocrates perdent plusieurs de leurs sièges parlementaires.

## Résultats

### Résultats par parti politique
| Parti | Parti                     | Chef           | Sièges | Sièges | Sièges | Voix      | Voix   | Voix  |
| Parti | Parti                     | Chef           | 1985   | Élus   | +/-    | Nb        | %      | +/-   |
| ----- | ------------------------- | -------------- | ------ | ------ | ------ | --------- | ------ | ----- |
|       | Libéral                   | David Peterson | 48     | 95     | +47    | 1 788 214 | 47,3 % | +9,4  |
|       | NPD                       | Bob Rae        | 25     | 19     | -6     | 970 813   | 25,7 % | +1,9  |
|       | Progressiste-conservateur | Larry Grossman | 52     | 16     | -36    | 931 476   | 24,7 % | -12,3 |
|       | Coalition des familles    | Donald Pennell | -      | -      | -      | 48 110    | 1,3 %  | +1,3  |
|       | Libertarien               | Kaye Sargent   | -      | -      | -      | 13 514    | 0,4 %  | -     |
|       | Freedom                   | Robert Metz    | -      | -      | -      | 4 735     | 0,1 %  | -     |
|       | Communiste                | Gordon Massie  | -      | -      | -      | 3 422     | 0,1 %  | -     |
|       | Vert                      | Vert           | -      | -      | -      | 3 398     | 0,1 %  | -     |
|       | Indépendants              | Indépendants   | -      | -      | -      | 13 632    | 0,4 %  | -0,3  |
| Total | Total                     | Total          | 125    | 130    |        | 3 777 311 | 100 %  |       |

### Répartition des sièges
| Parti libéral | Nouveau Parti démocratique | Parti progressiste-conservateur |
| 95 sièges     | 19 sièges                  | 16 sièges                       |
| ^             |                            |                                 |
| majorité      |                            |                                 |

## Source
- (en) Cet article est partiellement ou en totalité issu de l’article de Wikipédia en anglais intitulé « Ontario general election, 1987 » (voir la liste des auteurs).